# 16 Blocks

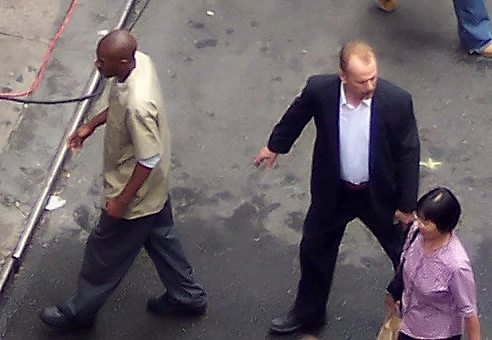
Eddie Bunker (Mos Def) en Jack Mosley (Bruce Willis), vluchtend door Lower Manhattan

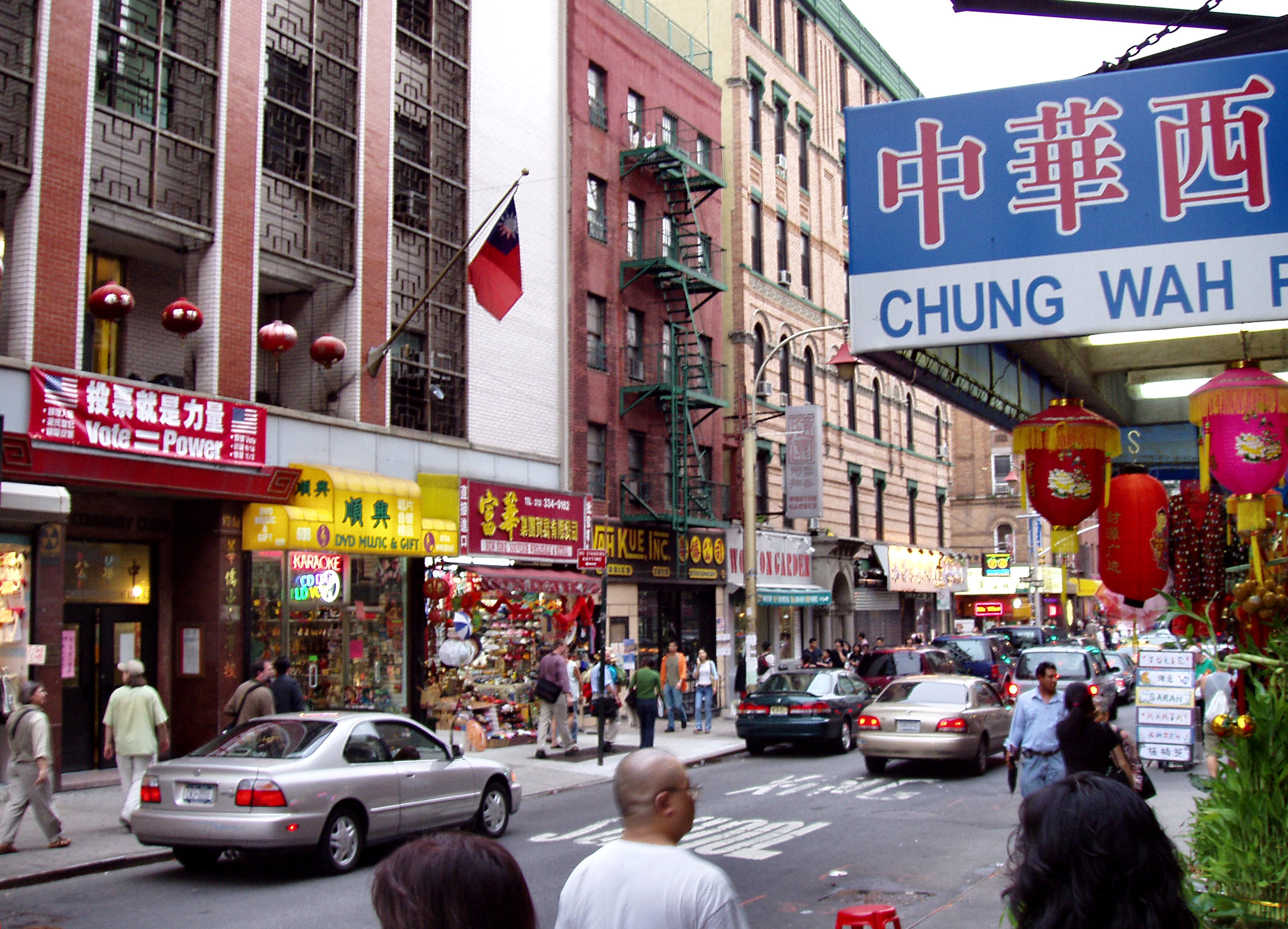
China Town, een plek waar Jack en Eddie heen vluchten

16 Blocks is een Amerikaanse actiefilm uit 2006 van Richard Donner met in de hoofdrollen Bruce Willis, Mos Def en David Morse.
De totale opbrengst van de film was $53.988.185, waarvan $36.883.539 in de Verenigde Staten.

## Verhaal
Politieagent en detective Jack Mosley wordt gevraagd om Eddie Bunker binnen 118 minuten door 16 'blokken' in Lower Manhattan bij de rechtbank te brengen omdat die daar om 10.00 uur moet getuigen. De rit naar de rechtbank zou binnen een kwartier afgelegd kunnen worden, maar uiteindelijk duurt dit langer. Nadat Eddie bijna is ontvoerd door twee mannen, gaat Mosley met hem een café in. Hier ontmoet hij na een tijdje zijn ex-collega Frank Nugent. Hij komt met het voorstel om Eddie aan hem over te dragen, aangezien hij en Jack twee van de agenten zijn waar Eddie tegen gaat getuigen. Via een listig plan zou Eddie worden vermoord en was de zaak opgelost. Mosley voelt hier niets voor en vlucht met Eddie het café uit. Vanaf dat moment is de jacht op zowel Mosley als Eddie geopend en worden de twee door het team van Frank achterna gezeten.
Terwijl Eddie blijft praten over zijn toekomst en over allerlei andere zaken, probeert Jack een uitweg te vinden. Omdat hij geen wapen heeft, besluit hij dit te gaan halen bij hem thuis. Frank komt hier niet veel later achter en stuurt er een paar mannen op af. Jack en Eddie betrappen een van hen en binden hem vast. Ze vluchten richting China Town, maar worden ook hier al snel omsingeld door Franks team. Via een kapperszaak komen ze langs een aantal andere zaken, maar een uitweg hebben ze nog niet gevonden. Dan hebben een paar mannen hen ontdekt. Ze weten te ontkomen, maar uiteindelijk blijken ze vast te zitten. Na een kort gesprek - op afstand, met de ruggen na elkaar toe - met Frank, ontsnappen Jack en Eddie weer. Ze stappen een bus in en proberen op die manier Frank te ontwijken, maar een paar agenten hebben hen alweer ontdekt en rennen achter de bus aan. Jack voelt dat hij in een benarde situatie zit en laat de bus uiteindelijk stoppen. De politie is met een grote groep gekomen en heeft de bus omsingeld. Jack laat kranten voor de ramen plakken, nog niet wetend wat hij zal doen. Hij wil niet dat Eddie wordt opgepakt, dus verzint hij een plan. Eddie krijgt een pak aan en een bril op en verlaat met de groep passagiers de bus. Hij weet de politie te ontwijken.
Eddie beseft dat hij Jack in de steek laat en gaat terug naar de bus. Nadat hij is ingestapt, rijdt Jack weg. In een steeg komt de bus tot stilstand. De politie gaat naar binnen, maar constateert dat Jack en Eddie weg zijn. Eddie is gewond en Jack laat een ziekenwagen komen waar zijn zus Diane in zit. Zij laat hem wegbrengen en zal Jack bij het gerechtsgebouw afzetten.
Bij het gerechtsgebouw ontmoet Jack Frank. Ze hebben een kort gesprek waarin de gebeurtenis uit het verleden wordt besproken. In de hal wordt Jack opgewacht, hij is tenslotte een van de verdachten. Een schutter heeft hem in het vizier, en een van Franks mannen staat in de buurt van Jack. Als Jack iets uit zijn zak wil halen, roept deze "Gun!". Niet Jack, maar de man wordt neergeschoten. Frank verschijnt en zegt dat Jack doden op z'n geweten heeft. Het gesprek met Frank een paar minuten geleden is door Jack opgenomen en wordt beluisterd. Vervolgens wordt Frank opgepakt.

## Rolverdeling
| Acteur       | Personage      | Opmerkingen |
| ------------ | -------------- | --- |
| Hoofdrollen  |                | |
| Bruce Willis | Jack Mosley    | Jack is agent en detective en heeft een kleine alcoholverslaving. Toch is hij opmerkelijk alert en reageert hij snel. Hij is moe en heeft eigenlijk geen zin in de zaak. Het eeuwige gepraat van Eddie werkt hem daarnaast erg op de zenuwen. |
| Mos Def      | Eddie Bunker   | Eddie is de belangrijke getuige. Hij houdt Jack op de been door te praten, iets wat hij continu doet. In de toekomst wil hij een taartenwinkel beginnen met zijn zuster, een onderwerp waar hij veel over praat.                              |
| David Morse  | Frank Nugent   | Frank is detective en agent en doet alleen dingen waar hij zelf belang bij heeft. Eddie uit de weg ruimen is daar een van. |
| Bijrollen    |                | |
| Cylk Cozart  | Captain Gruber | |
| David Zayas  | Robert Torres  | |
| Jenna Stern  | Diane Mosley   | Diane is de zus van Jack Mosley. Aan het einde van de film speelt zij een belangrijke rol als ze Eddie en Jack komt helpen. |

## Nominaties
- Mos Def werd in 2006 genomineerd voor de Black Movie Award.

## Trivia
- Bruce Willis wilde eigenlijk dat Ludacris de rol van Eddie Bunker zou spelen.[3]